# Jurinella abdominalis
Jurinella abdominalis là một loài ruồi trong họ Tachinidae.